# Nice
Nice (italienska och ibland på svenska: Nizza) är en stad belägen i sydöstra Frankrike, i regionen Provence-Alpes-Côte d'Azur vid Medelhavskusten och Franska rivieran.

## Etymologi
När de antika grekiska stadsstaterna koloniserade detta kustområde uppkallade de staden Nikaea efter segerguden Nike. Staden fick sedan en lång historisk koppling med Italien och hade det latinska namnet Nicaea oppidum och senare det italienska Nizza. På det regionala språket occitanska heter den Niça och på det lokala språket niçois heter staden Nissa. Nissa och Nizza har även använts på svenska, men Nice har senare dominerat som svensk namnform.

## Historia

### Bakgrund
Nice grundades runt 350 f.Kr. av grekiska sjöfarare, som kallade kolonin Nikaia (av Nike på grekiska, som är den grekiska segergudinnan). 154 f.Kr. åtföljdes grekerna av romarna, som efter att ha erövrat området från ligurerna bosatte sig längre upp vid nuvarande stadsdelen Cimiez.
Nice blev biskopssäte omkring 300 e. Kr. På 900-talet regerades Nice av grevarna i Provence och hamnade under Amadeus VII under huset Savojen 1388. Nice erövrades 1543, 1691 och 1706 av Frankrike men återlämnades varje gång till Savojen efter fredsavtal. 1626 blev staden frihamn. Då Savojen besattes av Frankrike 1792, kom Nice den 31 januari 1793 till Frankrike men avträddes återigen 1814 till kungariket Sardinien. Slottet revs 1705 av hertigen av Savojen enligt ett fredsavtal med Frankrike. Staden blev sedan slutligen fransk 1860, då Napoleon III slöt ett avtal med kungariket Sardinien som ett led i Italiens enande.

### Sena 1800-talet
Fram till 1860 bildade floden Var statsgränsen mellan Frankrike och Italien, det vill säga mellan nuvarande flygplatsen och Saint-Laurent-du-Var. I närheten går vägen Route Napoleon från Golfe-Juan upp till Grenoble i franska Savojen, som idag är en omkring 320 kilometer lång del av Route nationale 85. Denna väg är av historisk vikt i Frankrike. Det var nämligen i Golfe-Juan, som Napoleon I steg i land den 1 mars 1815 vid återkomsten från exilen på Elba efter sitt första fall som kejsare. Då var det där vid Golfe-Juan, strax bortom Antibes, som Frankrike i praktiken började 1815. Napoleon I och de 800 trogna började här tågandet via bergen och Grenoble till Paris, då de hundra dagarnas regim började som sedan definitivt slutade i och med slaget vid Waterloo.
Italiens enande är centralt för att Nice blev franskt. Camillo di Cavour var premiärminister i mitten av 1800-talet i kungariket Sardinien som främst omfattade landskapet Piemonte runt dess huvudstad Turin i nuvarande Italien. Genom diplomati hade Cavour fått franskt och brittiskt stöd för och banat vägen för Italiens enande. Ett enande med utgångspunkt från att kungariket Sardinien, med dess kung Viktor Emanuel II, skulle skapa det moderna Italien. Men genom Felice Orsinis attentat mot Napoleon III den 14 januari 1858 äventyrades det franska stödet. Men i Cavours diplomati förekom det en del byteshandel: Nice blev en bricka i spelet, och genom det lyckades han rädda det franska stödet. I ett hemligt möte den 21 juli 1858 med Napoleon III i Plombières-les-Bains, planerade de 1859 års krig mot Österrike, vilket resulterade i förenandet av Lombardiet med den viktiga staden Milano med Piemonte och Sardinien. De centrala italienska staterna anslöt sig också till det förenade piemontiska italienska kungariket. Däremot avträddes vissa delar av hertigdömet Savojen (norra halvan av franska Alperna) och Nice av Sardinien till Frankrike som motprestation för Frankrikes och Napoleon III:s stöd. Savojen som ligger på gränsen mellan Frankrike och Italien var i stort sett kungariket Sardiniens hjärtland, även om delar av det historiska Savojen sedan länge erövrats av Frankrike. Som piemontisk deputerad (riksdagsman) 1860, protesterade Garibaldi våldsamt mot avträdandet av Nice och ytterligare delar av Savojen till Frankrike.
Med Cavours godkännande störtade Garibaldi monarkin i kungariket Bägge Sicilierna (det vill säga Neapel och Sicilien) genom invasion och uppror. Cavour lät ockupera delar av Kyrkostaten (påvens furstendöme i mellersta Italien) som sedan, tillsammans med Neapel och Sicilien, annekterades till det nya Italien. Därefter ångrade sig Napoleon III och blev påvens försvarare och hindrade Rom från att bli Italiens huvudstad. När det fransk-tyska kriget bröt ut i juli 1870 måste Frankrike på grund av kriget, kalla hem alla tänkbara trupper. Då drogs även de franska kompanierna tillbaka från Rom. Detta ledde nu till att den italienska armén ostört kunde angripa och besegra påvestaten (Kyrkostaten). Denna förminskade stat omfattade då landskapet Latium (Lazio), där staden Rom ligger i mitten. Nu kunde slutligen Italien enas fullständigt genom att denna sista småstat av betydelse inklusive den viktiga staden Rom nu inlemmades i det nya italienska kungariket och Rom blev Italiens huvudstad (dessförinnan var Turin 1861-1865 och Florens 1865–1871 huvudstad). Nice förblev sedan franskt under den nya tredje franska republiken, trots den italienska vänskapen med det nya Tyskland och det andra franska kejsardömets totala kollaps. Denna ganska pragmatiska politik för att åstadkomma Italiens enande kom därför att starkt prägla ödet för staden Nice och för vilket land som staden kom att tillhöra.
Nice var dock i princip en italiensk stad 1860 och de italienska rötterna har stor prägel på staden där såväl Cavour som Garibaldi har en betydande position i form av namn på gator, platser och monument. André Masséna var marskalk av Frankrike 1804 och en fransk militär befälhavare under franska revolutionskrigen och Napoleonkrigen. Han föddes i Nice och har fått ge namn till ett av stadens största torg. Staden har sedan dess blivit alltmer fransk och är idag en av Frankrikes största städer.

### 1900- och 2000-talet
Under andra världskriget från 1940 var staden ockuperad av Mussolinis Italien. Dock inte väster om floden Var vid nuvarande flygplatsen, den gamla statsgränsen före 1860. Så Antibes, Cannes och byar som Saint-Paul-de-Vence, där exempelvis Chagall gömde sig under kriget var en del av Vichyfrankrike.
Den 11 december år 2000 skrev EU:s ledare under ett fördrag i Nice, det så kallade Nicefördraget.
Terrorattentatet i Nice 2016 utfördes av Islamiska Staten i staden i samband med Frankrikes nationaldag den 14 juli 2016 då 84 människor dödades och hundratals skadades. Ett flertal ytterligare terrorattacker mot staden sommaren 2016 stoppades av franska säkerhetsstyrkor.
Den 29 okt 2020 drabbades Nice åter av en terrorattack när en ensam gärningsman gick till attack i Notre-Dame de Nice kyrkan, tre personer dödades, en av dem fick halsen avskuren. Gärningsmannen sköts av polisen.

## Geografi
Staden täcker en yta av 71,91 kvadratkilometer, och befolkningen uppgick till 348 721 invånare år 2007. Nice räknas som centrum för den Franska rivieran. Här ligger bland annat regionens största internationella flygplats. Det sammanhängande storstadsområdet hade en beräknad folkmängd av 927 000 invånare år 2007, vilket täcker en yta på 721,08 kvadratkilometer och omfattar bland annat Antibes och Cannes. Nice ligger i departementet Alpes-Maritimes som i stora drag stämmer överens med det historiska grevskapet Nissa (Comté de Nice) i hertigdömet Savojen.

### Klimat
Staden har medelhavsklimat. Sommaren varar sex månader, från maj till oktober, men kan mycket väl i april och november överstiga 20°C. Vintern är mild med medeldagstemperaturen 13.4 °C och 5.8 °C på natten mellan december och februari. Det kan regna mycket, särskilt sista kvartalet.

## Styre och politik
Nice är en stadskommun med borgmästare.

## Ekonomi och samfärdsel

### Turism
Nice är en stor turiststad. Den ligger vid Franska rivieran och har en stor mängd solturister från både Frankrike och andra länder.
Det var engelsmännen som inledde turismen i Nice. På 1700-talet stannade engelsmän till vid Nice på vägen till italienska städer som Florens och Rom. Väl bemedlade engelsmän började besöka Nice i början av 1800-talet under vintermånaderna på grund av det milda klimatet. En engelsk missionär samlade år 1820 in pengar bland engelsmännen för att låta bygga strandpromenaden Promenade des Anglais som ett välgörenhetsprojekt som gav lokalbefolkningen arbete. Turismen fick ytterligare fart bland överklassen när drottning Viktoria åkte dit på vintrarna och även den ryska överklassen och tsarfamiljen anslöt. Rivieran blev populärt bland konstnärer både för klimatet och ljusets skull och i synnerhet efter första världskriget blev Nice även ett sommaresemål, bland annat hos kapitalstarka industrimagnater och kulturpersonligheter från USA.

### Kommunikationer

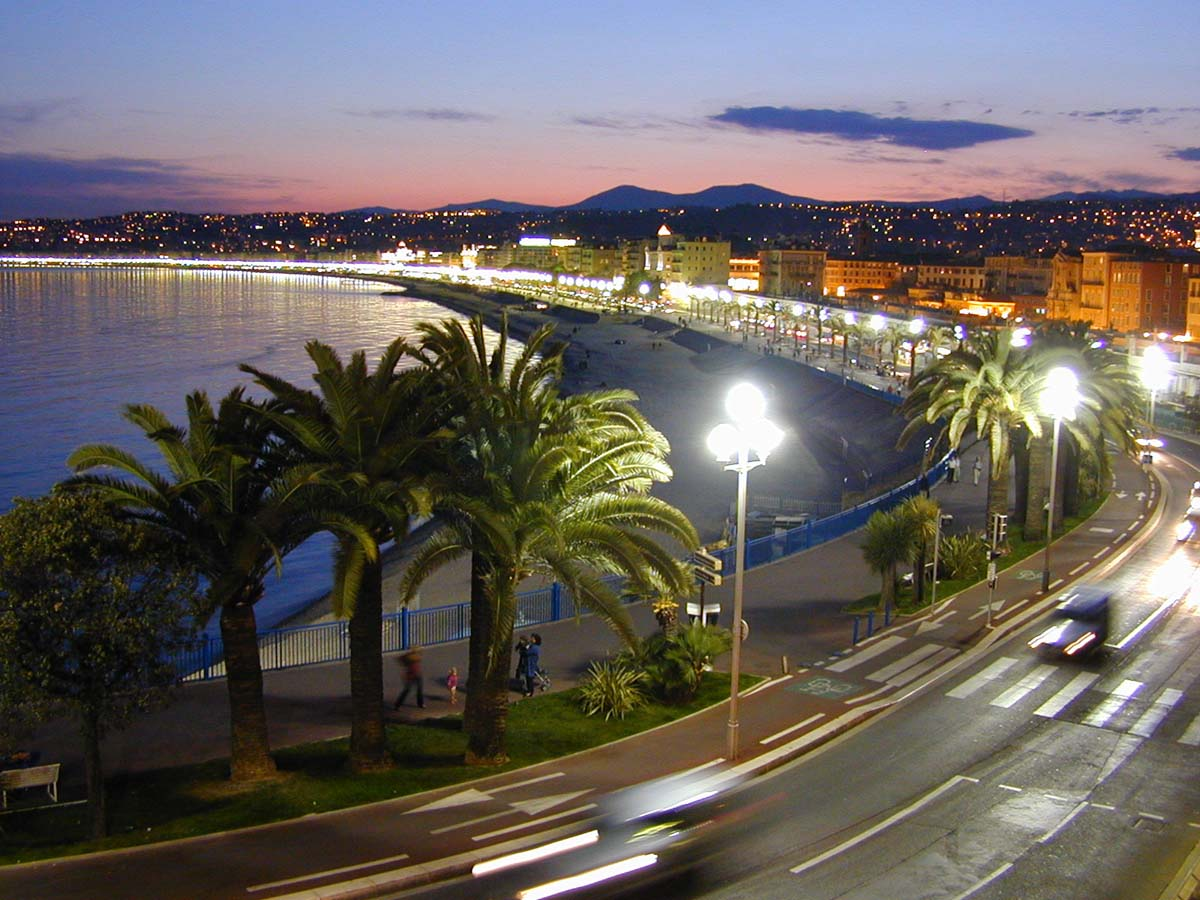
Promenade des Anglais nattetid, 2004.

Väster och söderut ligger Marseille, Toulon och de fashionabla turistorterna Antibes, Cap d'Antibes, Juan-les-Pins, Golfe-Juan, Cannes och St. Tropez, österut ligger Monaco och Menton och vidare in i Ligurien i Italien.
Alla dessa städer binds samman med lokaltåg och motorvägar. Järnvägar med lokaltåg går också inåt landet mot Carros i Vardalen och till Grasse innanför Cannes. Motorvägarna är betalmotorvägar. Landsvägen Route Napoleon, route nationale 85 går via Grasse till Grenoble norrut.
Den lokala kollektivtrafiken i Nice bedrivs av Transdev under varumärket Lignes d'Azur. Nätet består dels av två spårvägslinjer, dels av ett antal busslinjer.
Den centralt belägna Nice Côte d'Azurs flygplatsen är en internationell flygplats och byggd på schaktmassor i havet vid Varflodens mynning, strax väster om centrala staden. Det är den tredje största flygplatsen i Frankrike räknat i antal passagerare.
Det går att åka TGV franska snabbtåg på snabbspår LGV, LGV Méditerranée från Paris till Marseille och vidare långsammare längs kusten hit. Nya specialbyggda snabbjärnvägspår vidare från Marseille till Nice, LGV Provence-Alpes-Côte d'Azur, kort LGV PACA eller LGV Côte d'Azur är under konstruktion för TGV på LGV snabbspår hela vägen från Paris och kommer att bli färdigt i perioder under 2023-2030 och minska restiden med TGV i området till Paris radikalt.
Från staden går daglig färja till Korsika.

## Demografi
Den gamla statsgränsen till Frankrike, före tiden för Italiens enande 1860, låg i floden Var, precis bortom Nice flygplats och befolkningen var då italiensk och det finns fortfarande lokalbefolkning som talar italienska.
Antalet invånare i kommunen Nice
| Referens: INSEE |

### Utbildning
- EDHEC Business School
- École pour l'informatique et les nouvelles technologies
- ISEFAC Bachelor

## Kultur och samhällsliv
Det italienska inflytandet är fortfarande märkbart i staden, bland annat i gatunamn och restauranger. Den lokala dialekten "niceanskan" (franska: Niçois; niseanska: Nissart) låter som en blandning av franska, italienska och provensalska. Den skiljer sig så pass mycket från franska att den ofta räknas som ett eget språk. Lokalnyheter på TV läses på niceanska men endast en bråkdel av befolkningen behärskar språket. Staden är dock ortnamnminoritetsskyltad så det står exempelvis "Nissa" vid vägen när man far in i själva staden och man hör inte helt sällan en märklig italienska i gränder och butiker.
Nice har en alldeles egen matkultur där bland annat socca (en sorts pannkaka), pissaladière (en sorts lökpizza) och salade niçoise återfinns som specialiteter. Den etniska mångfalden i staden gör att det finns en del arabiska, östasiatiska och afrikanska affärer, marknader och restauranger. Strandläget och särskilt blomstermarknaden gör fiskrestaurangerna otaliga och mycket skaldjur (som dock kommer från La Rochelle med Île de Ré).
Bland stadens sevärdheter märks strandpromenaden La Promenade des Anglais, den engelska promenaden (engelsk efter en engelsk präst som tog initiativet) är kanske en av stadens stora kännetecken från slottsberget mellan hamnen och blomstermarknaden till flygplatsen. Den är kantad av tidigare kasinon och massor av hotell såsom det kända lyxhotellet Hôtel Negresco som är stadens mest prestigefyllda hotell. Rullskridskor är en lokal favorit längs strandpromenaden då den är slätgjuten betong och otaliga uthyrare finns nära till hands. Under strandpromenaden i sektioner av stranden finns otaliga strandlunchrestauranter. Stranden är småstensstrand.
Gamla stan är huvudsakligen byggd före 1860 och är mycket välskött, ståtligt pittoreskt, italiensk i stilen med sin blomstermarknad Cours Saleya som sin kändaste turistattraktion och med otaliga fiskrestauranger på torget under kvällen. Det finns flera små torg i gamla stan med äldre monumentala byggnader. Utanför ligger den franska staden som mest liknar Paris stadsdelar med den nya miljöparken (f.d. busstorget) dem emellan.
Sophia Antipolis och IBM Forum i La Gaude var tidigare Rivierans IT-centrum.
Det finns även ett universitet och en opera i staden.

### Museer
Kulturlivet är rikt med många museer, särskilt känt är moderna museet MAMAC Musée d'art moderne et d'art contemporain i en modern byggnad längst upp från stranden i den nya miljöparken (f.d. busstorget). MAMAC har stora samlingar av Yves Klein, Niki de Saint Phalle och Jean Tinguely (konstnärernas donationer), men också mycket europeisk och amerikansk modern konst.
I början av backen upp på berget Cimiez, strax nordost om gamla staden, finns Chagallmuseet. På toppen av backen finns Matissemuseet och ett museum av den romerska staden Cemenelum.

### Idrott
Norr om Nice börjar alperna. Det är möjligt att göra dagsturer med reguljär buss till förstklassiga alpskidorter. Det är 85km med bil, eller 1,5 timmar från Nice flygplats.
Fotbollslaget heter OGC Nice och supporterklubben Issa Nissa.